# Ольша, Тадеуш
Тадеуш Ольша (пол. Tadeusz Olsza, наст. фамилия Бломберг;  3 декабря 1895 — 1 июня 1975) — польский актёр театра, кино, кабаре, радио и телевидения; также певец и танцор.

## Биография
Родился в Варшаве. В 1915—1917 годах он учился пения в Варшавской музыкальной консерватории. Он дебютировал в кино в 1918 году в эпизоде в немецком фильме «Матерь скорбящая». В 1921, сдав экзамены экстерном, получил актёрский диплом. Затем выступал в варшавсих театрах ревю и кабаре. Во времени Второй мировой войны мобилизован в армию, эмигрировал вместе с польской армией в Румынию, Францию и Шотландию. В страну он вернулся в 1946, а затем выступал в театрах в Кракове и Варшаве, также в радио и телевидении, играл роли в «Кабаре джентльменов в возрасте». В 1972 он уехал в Лондон, где жила его жена. Умер в Лондоне.
Его брат — актёр Михал Халич.

## Избранная фильмография
- 1918 — Матерь скорбящая / Mater dolorosa
- 1922 — Крик в ночи / Krzyk w nocy
- 1924 — О чём не говорят / O czem się nie mówi
- 1927 — Усмешка судьбы / Uśmiech losu
- 1929 — Греховная любовь / Grzeszna miłość
- 1931 — Соблазнённая / Uwiedziona
- 1931 — Голос сердца / Głos serca
- 1932 — Белый яд / Biała trucizna
- 1935 — Антек-полицмейстер / Antek Policmajster
- 1935 — Его сиятельство шофёр / Jaśnie pan szofer
- 1936 — Его большая любовь / Jego wielka miłość

## Признание
- 1959 — Кавалерский крест Ордена Возрождения Польши.
- 1967 — Нагрудный знак 1000-летия польского государства.